# Alexander Lwowitsch Kasem-Bek

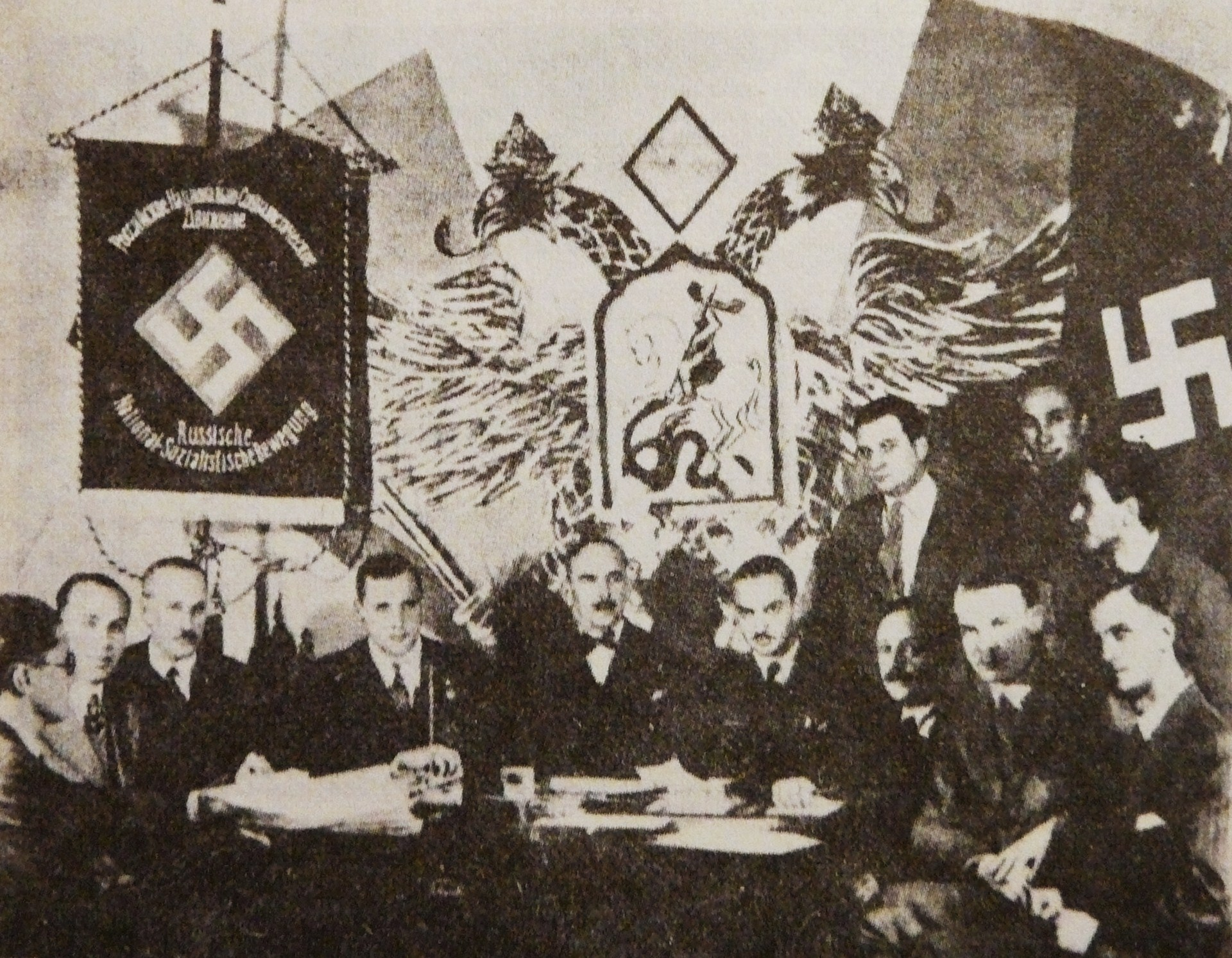
Kasem-Bek (Mitte, rechts) neben P. M. Bermondt-Awaloff (Mitte, mit Fliege) und A. A. Wonsjazki (4. v. l.) auf der Konferenz der russischen Faschisten 1933 in Berlin

Alexander Lwowitsch Kasem-Bek (russisch Александр Львович Казем-Бек, wiss. Transliteration Aleksandr L'vovič Kazem-Bek; * 2. Februarjul. / 15. Februar 1902greg. in Kasan; † 21. Februar 1977 in Moskau) war ein russischer bzw. sowjetischer politischer Aktivist, Publizist und Hochschullehrer. Er war der Gründer und selbst ernannte „Führer“ der monarchistischen Emigrantenorganisation Mladorossy („Junge Russen“).

## Leben
Alexander Lwowitsch Kasem-Bek, Sohn des Pagenkorps-Absolventen und Bankdirektors Lew Alexandrowitsch Kasem-Bek, gehörte einem russifizierten persischstämmigen Adelsgeschlecht an und war ein Urenkel des Orientalisten Alexander Kassimowitsch Kasembek.
Aufgrund der Dienstreisen seines Vaters reiste A. L. Kasem-Bek viel durch Russland und Westeuropa. Er war Absolvent der Realschule des Kaisers Nikolaus II in Zarskoje Selo. Er beteiligte sich an der Pfadfinderbewegung und erhielt im Mai 1917 den Titel eines Pfadfindermeisters. Im März 1918 befand sich Alexander mit seiner Familie in Kislowodsk. Im November 1919 wurde er in Rostow in das Ulanenregiment der „Weißen“ Freiwilligenarmee eingezogen und kommandierte ein Marschgeschwader bestehend aus 40 Personen, von denen die meisten gefangene Soldaten der Roten Armee waren. Bald wurde er krank und am 17. Januar 1920 fuhren er und seine Eltern mit dem Dampfer „Irtysch“ nach Konstantinopel und gelangten dann über Thessaloniki nach Belgrad.
1923 zog A. L. Kasem-Bek nach München, wo er die Universität besuchte und im selben Jahr die Mladorossy gründete. In der zweiten Hälfte der 1920er Jahre zog er nach Frankreich. 1925 bestand er die Prüfungen an der École Supérieure des Sciences Politiques et Sociales in Paris und erhielt die Position des Abteilungsleiters beim Monaco Fund Credit. Von Ende 1925 bis 1930 lebte er in Monte Carlo.
Im Jahr 1940 siedelte er von Frankreich in die Vereinigten Staaten über, wo er im Rahmen eines Schulungsprogramms für militärisches Personal Russisch an der Yale University lehrte. 1946 wurde er Assistant Professor für russische Literatur und Sprache am Connecticut College for Women in New London, an dem er unter anderem seine spätere Biografin Mireille Massip unterrichtete. Nach seiner Rückkehr in die Sowjetunion 1956 wurde er 1960 Pressechef der „Abteilung für kirchliche Außenbeziehungen“ (Otdel wneschnich zerkownych snoscheni) der Russisch-Orthodoxen Kirche; seine Ernennung zum leitenden Berater erfolgte 1962. Dem österreichischen Diplomaten Johann Marte zufolge ist er der eigentliche Verfasser der Dissertation des Metropoliten Nikodim von Leningrad.
Kasem-Bek starb im Alter von 75 Jahren. Sein Nachlass befindet sich im Besitz der Columbia University.

## Schriften (Auswahl)
- Tropy k putjam. In: K molodoi Rossii. Sbornik mladorossow. Impr. d’Art Voltaire, Paris 1928.
- mit M. W. Schtengera: K sowetskoi Jewrope ili k molodoi Rossii? Paris 1931.
- Rossija, mladorossy i emigrazija. Generalnaja linija Mladorosskoi Partii. Isdat. Mladorosskoi Partii, Paris 1935.
- Pered faktom bonapartisma. Isdat. Mladorosskoi Partii, o. O. [ca. 1938].